# Дамаст (тканина)

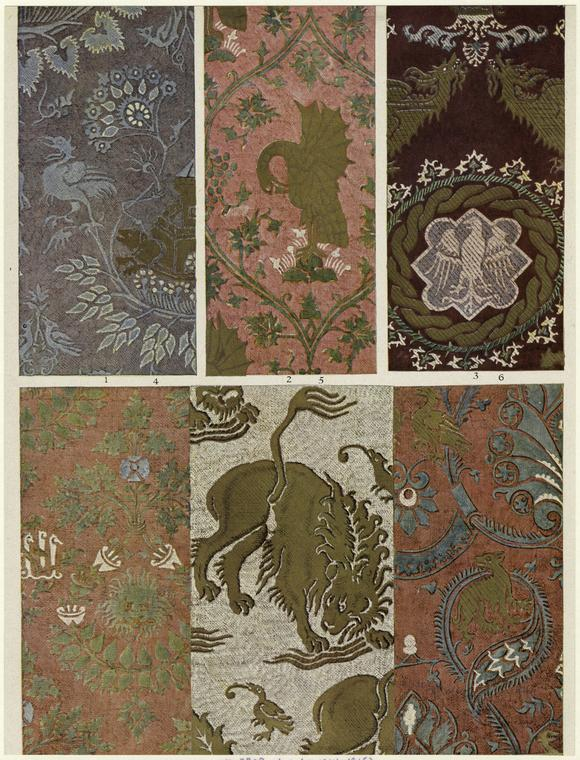
Італійські шовкові дамасти XIV століття

Дамаст (араб. دمسق) — декоративна тканина (зазвичай шовкова), одно- або дволицева з малюнком (найчастіше квітковим), утвореним блискучим атласним переплетенням ниток, на матовому тлі полотняного переплетення. Назва тканини походить від міста Дамаск в Сирії.

## Інші назви
- Адама́шка (адамашок, єдамашок) — однотонна лляна, бавовняна або шовкова тканина з жакардовим візерунком, що виділяється від тла переплетенням. Адамашку використовують для обрусів, ковдр, меблевої оббивки[3]. Назва походить від Дамаску в Сирії.
- Дама́ск (дамаська тканина, дама) — шовкова або бавовняна тканина полотняного або копрового переплетення, часто в комбінації з атласним малюнком.
- Камка́ (ст.-укр. камка) — старовинна іранська або китайська шовкова тканина з кольоровими візерунками. Предмет розкоші[4].
- Камчатка

## Історія
Лляний або бавовняний дамаст використовується як матеріал для скатертин. Назва походить від назви міста Дамаск в Сирії, де дамаст ткали з раннього Середньовіччя.
Тканина привозилася до Європи зі Сходу, починаючи з XII століття; пізніше її стали виробляти в Європі.
У XIX столітті з шовкового дамасту зі східними візерунками виготовляли одяг. У першій половині XX століття дамаст використовували в основному для оформлення інтер'єрів, пізніше — знову для костюмів і камізельок.
Сучасний дамаст виготовляється на  жакардових машинах.
Камка згадується як різновид «татарського товару» у статутній грамоті молдавського воєводи Олександра від 1407 року, що надавала львівським і подільським купцям право вільно торгувати у Молдовському князівстві, зокрема у Сучаві.

## Види дамасту
- Власне дамаст — бавовняна тканина білого кольору з блискучими візерунками на матовому тлі, використовується для скатертин
- Дама-кафар — різновид штофа, який використовується для оббивки меблів. Виготовляється зі змішаної пряжі (шовку, вовни, льону)
- Дамассе — тканина з дуже великим візерунком
- Дамассін — тип однолицьового дамасту
- Дамаскет — тканина з візерунком з металевих ниток, схожа на парчу